# Campos Challenger 1994
Il Campos Challenger 1994 è stato un torneo di tennis facente parte della categoria ATP Challenger Series nell'ambito dell'ATP Challenger Series 1994. Il torneo si è giocato a Campos do Jordão in Brasile dal 4 al 10 luglio 1994 su campi in cemento.

## Vincitori

### Singolare
Óscar Ortiz ha battuto in finale  Jan Weinzierl con il punteggio di 7–6, 6–3

### Doppio
Patricio Arnold /  Richard Matuszewski hanno battuto in finale  Marcelo Saliola /  Fabio Silberberg con il punteggio di 6–3, 6–4